# Михайло Строгов
«Михайло Строгов» (фр. Michel Strogoff, зустрічається також варіант перекладу «Кур'єр царя» та «Михайло Строгов, Москва-Іркутськ») — пригодницький роман французького письменника  Жюля Верна, написаний у 1874—1875 роках. З січня по грудень 1876 року друкувався у вигляді фельєтона на сторінках журналу Magasin d’éducation et de récréation. 25 грудня того ж року разом з оповіданням «Драма в Мексиці» вийшов окремою книгою у видавництві П'єра-Жуля Етцеля с шістьма ілюстраціями Жуля Фера.
Роман не має жодної історичної основи. Дехто з дослідників вважає, що у образі Феофар-хана Верн зобразив Кенесари-хана, який дійсно піднімав повстання проти російської влади у 1840-х роках. Однак його повстанням була охоплена територія Казахстану. В романі ж повсталі захоплюють весь Сибір від Уралу до Іркутська.

## Сюжет
Події роману відбуваються на тлі повстання на Сході Сибіру, яке підняв Феофар — татарський хан, могутній правитель Середньої Азії.
Михайло Строгов — кур'єр на службі у царя (точно не вказано про якого саме російського імператора йдеться, але за часом дії роману це мав би бути Олександр II). За царським дорученням він відправляється до Іркутська. Його задача — попередити Іркутського губернатора, рідного брата царя, про заколот проти нього і державну зраду Івана Огарьова. Протягом своєї мандрівки він зустрічає Надю Федорову, Гаррі Блоунта (репортера англійської газети) та Алсіда Жоліве (журналіста французької газети). Михайла і Надю беруть у полон повсталі татари під командою Івана Огарьова. Їх звинувачують у шпіонажі. За присудом хана Феофара і татарськими законами Михайла осліпляють, проводячи йому по очах разпеченою шаблею. Але завдяки щасливому випадку Михайлові вдається зберегти зір. Разом з Надею він тікає з полона. За допомогою одного з сибірських селян вони приїздять-таки до Іркутська і вчасно встигають попередити губернатора. Російська армія розбиває війська Феофар-хана, а Михайло у поєдинку вбиває зрадника Івана Огарьова. Наприкінці роману Михайло одружується з Надею.

## Історія написання роману
Хоча в романі описуються події, здавалося б сучасні автору, але твір являє собою досить вільні фантазії. Книга подібна до «руританського» піджанру пригодницького роману, але з перенесенням дії не у Східну Європу, а в зауральську Росію.
У своєму описі татарської навали на Сибір Верн явно описує вторгнення не казанських чи сибірських татар, а середньоазійських народів. Під час написання роману, у 1876 році Росія ліквідувала Кокандське ханство та взяла під протекторат Хівінське ханство. Отже, актуальність твору полягала в тому, що середньоазійська навала, на думку автора, цілком могла б бути відповіддю на російську експансію.
Видавець П'єр-Жюль Етцель був схвильований можливими неприємностями, адже публікація роману збіглася з відповідальним моментом у російсько-французьких міждержавних відносинах. Він розпочав цілу серію консультацій з представниками Росії, зокрема з письменником Іваном Тургенєвим, який зробив ряд правок і зауважень. За тургенєвськими корективами Жюль Верн допрацював текст роману. Тим не менше, на відміну від багатьох інших романів «Михайло Строгов» був перекладений і виданий в Росії з більш ніж 20-річною затримкою.

## Адаптації

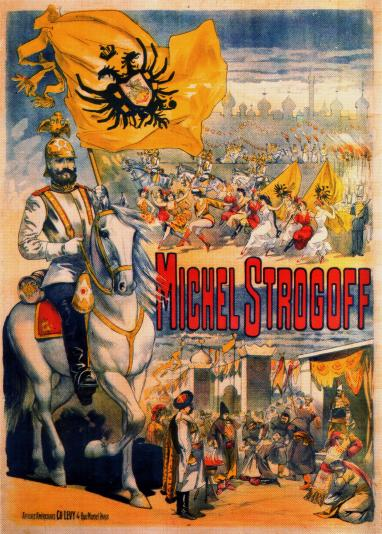
Афіша спектаклю «Михайло Строгов». Постановка — Адольф Філіп д'Еннері. Театр «Шатле», Париж, 17 листопада1880 року

### Повнометражні фільми
- «Михайло Строгов» (1910), режисер — Джеймс Сірл Доулі (J. Searle Dawley);
- «Михайло Строгов» (1914), режисер — Ллойд Б. Карлтон (Lloyd B. Carleton);
- «Михайло Строгов» (1926), режисер — Віктор Туржанський (Viktor Tourjansky);
- «Михайло Строгов» (1914), режисер — Жак де Баронселлі (Jacques de Baroncelli);
- «Кур'єр Царя» (Der Kurier des Zaren) (1936), режисер — Ріхард Ейхберг (Richard Eichberg);
- «Солдат і Леді» (The Soldier and the Lady) (1937) режисер — Джордж Ніколс (George Nichols Jr.);
- «Михайло Строгов» (Michel Strogoff) (1956) режисер — Карміне Галлоне (Carmine Gallone);
- «Тріумф Михайла Строгова» (Le Triomphe de Michel Strogoff) (1961), режисер — Віктор Туржанський (Viktor Tourjansky);
- «Михайло Строгов, кур'єр царя» (Der Kurier des Zaren) (1970), режисер — Еріпрандо Вісконті (Eriprando Visconti);
- «Михайло Строгов, кур'єр царя» (Michele Strogoff — il corriere dello zar) (в Росії демонструвався під назвою «Эмиссар царя») (1999), режисер — Фабріціо Коста (Fabrizio Costa)

### Телесеріали
- «Михайло Строгов» (Miguel Strogof) (1955), Бразилія;
- «Михайло Строгов» (Michel Strogoff) (1975), Франція, режисер — Жан-П'єр Декур (Jean-Pierre Decourt) (4 серії)

### Мультиплікація
- «Михайло Строгов»

(Michel Strogoff), 1997, режисер — Брюно-Рене Юше (Bruno-René Huchez);
- «Неймовірні пригоди Михайла Строгова» (Les Aventures extraordinaires de Michel Strogoff), 2004, режисер — Брюно-Рене Юше (Bruno-René Huchez).

### Музика
- «Michel Strogoff» («військовий дивертисмент», серія п'єс для духового оркестру, кінець XIX ст.), Франція, композитор Габріель Парес
- «Легендарний Михайло Строгов» (2011 р., Франція), режисер Нед Дружик.